# Uffe Lembo
Uffe Lembo kommer fra Århus. Her er han student fra Langkær Gymnasium & HF i 2005.

## Uffe og uddannelsespolitik
Uffe Lembo blev i 2003 formand for Danske Gymnasieelevers Sammenslutning i Århus Amt, DGS-Århus, hvor han sad i to perioder.
Derefter gav han posten videre til Jeppe Larsen.
I 2005 blev Uffe valgt som næstformand i DGS's landsorganiastion, men da landsmødet ikke valgte en formand, blev Uffe kort efter sin tiltrædelse konstitueret som formand, et mandat der senere blev bekræftet af DGS's Aktivitetskonference. Uffe fungerede samme år som fuldtidsfrivillig på sammenslutningens sekretariat i København.
I 2006 gav han formandsposten videre til Rosa Lund.
| Biografi | Spire Denne biografi er en spire som bør udbygges. Du er velkommen til at hjælpe Wikipedia ved at udvide den. |